# 23069 Kapps
23069 Kapps là một tiểu hành tinh vành đai chính với chu kỳ quỹ đạo là 2020.3564380 ngày (5.53 năm).
Nó được phát hiện ngày 7 tháng 12 năm 1999.